# Wat Moha Montrey
Le Wat Moha Montrey (khmer : វត្តមហាមន្ត្រ, « le Grand ministre ») est un wat bouddhiste situé à Phnom Penh, au Cambodge. Il est situé sur le boulevard Sihanouk, près du stade olympique de Phnom Penh.

## Histoire
Construit en 1970, il est nommé en l'honneur de Chakrey Ponn, ministre de la guerre sous le roi Sisowath Monivong. De 1975 à 1979, le complexe est utilisé par les Khmers rouges comme entrepôt pour le riz et le maïs. La tour du wat mesure 35 mètres de hauteur.  

## Source
- (en) Cet article est partiellement ou en totalité issu de l’article de Wikipédia en anglais intitulé « Wat Moha Montrey » (voir la liste des auteurs).